# Dacios

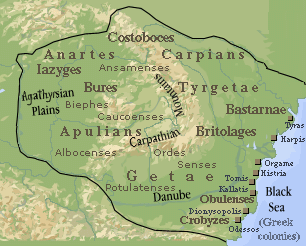
Dacia durante el reinado de Berebistas, 82 a. C.

Los dacios (en latín: Dacī y en griego antiguo: Dákai ) fueron los antiguos habitantes de Dacia (que corresponde a la actual Rumania) y a partes de Mesia en el sureste de Europa. Hablaban el dacio, el cual no ha sido identificado con certeza, pero tiene vínculos con el tracio, el albanés y otras lenguas balcánicas.
La primera vez que se les menciona es en las fuentes romanas, pero los autores clásicos consideran de manera unánime a los dacios una rama de los getas, un pueblo tracio conocido desde la Grecia antigua por los escritos.
Estrabón especificó que los dacios eran los getas que vivían en la Llanura panónica y Transilvania, mientras que los propios getas gravitaban en la costa del mar Negro, en (Escitia Menor).
Dacia estaba delimitada aproximadamente al sur por el río Danubio (entonces llamado Istros) o a veces también por las montañas de los Balcanes (entonces Hemus), incluyendo así la región de Dobrudja, habitada por los getas y donde entraron en contacto con el mundo griego; al este, por el mar Negro (entonces Pontus Euxinus) y por el río Dniéster (Tyra), aunque había muchos asentamientos dacios entre el Dniéster y el río Bug del Sur; y al oeste, por el río Tisza (Tisi), si bien a veces se contaban también áreas situadas entre este río y el Danubio medio. Corresponde, por tanto, a los países actuales de Rumania y Moldavia y pequeñas partes de Bulgaria, Serbia, Hungría y Ucrania.
Entre los años 82 a. C. y la conquista romana de 106 de nuestra era existió un reino dacio de extensión variable. Su capital, Sarmizegetusa, fue destruida por los romanos pero la nueva ciudad que estos fundaron para dirigir la provincia tomó en parte su nombre (Ulpia Traiana Augusta Dacica Sarmizegetusa).
1. Población de los dacios

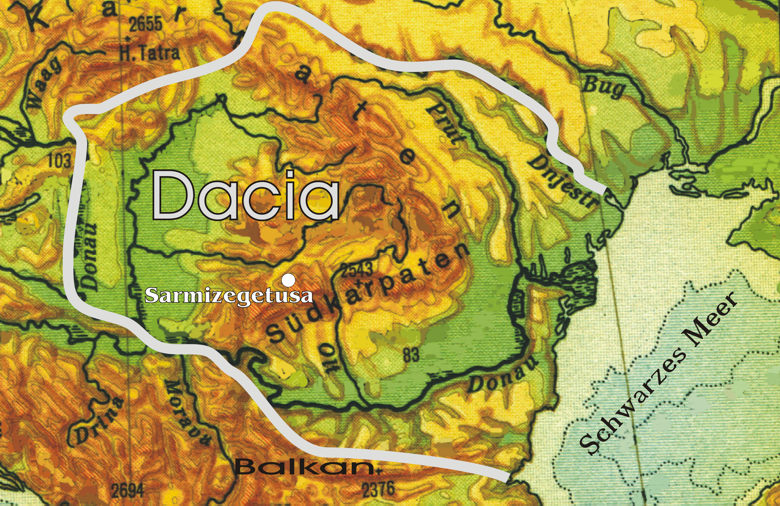
Dacia.

Estaba poblada por getas o dacios y las tribus tyra y teuriscos, al parecer de etnia tracia. Tucídides dice que ya vivían a mediados del siglo VI a. C., durante la expedición de Darío I de Persia, y más tarde siguieron a Sitalces como jefe de la confederación tribal tracia de los odrisios.
Los dacios o getas pertenecían a la familia iliriotracia. Las tribus dacias tenían relaciones pacíficas y belicosas con las de otros pueblos vecinos, como los celtas, los antiguos germanos, los sármatas y los escitas, pero fueron mucho más influenciadas por los antiguos griegos y romanos. Al final, estos últimos conquistaron y asimilaron lingüística y culturalmente a los dacios.
Su población era alrededor de 2 000 000 habitantes, estimación dada por las fuentes contemporáneas acerca de los 200 000 efectivos reunidos en la movilización total de su ejército. Normalmente, el número de tropas equivale a un 1/10 del total de la población. 

## Religión
La religión de los dacios tenía una cierta influencia de la religión helénica. Así, poseía todo un panteón de dioses que se identificaban con algún elemento del medio natural. Zamolxys era el dios supremo y de toda la tierra, así como la divinidad de los vivos y los muertos, del mundo subterráneo y de la vida después de la muerte. Gebeleizis era el dios del fuego, de la guerra y de la lluvia, y se piensa que es el homólogo del dios nórdico Thor. Derzis era el dios de la salud. Bendis era la diosa del campo, vinculada a la magia, al amor y a la maternidad. Finalmente, la diosa Kotys era la reina madre de la mitología dacia.

## Periodo macedonio
Durante la expedición de Filipo II de Macedonia en Tracia, las tribus ocupaban las regiones entre el Danubio y los Balcanes. Habían sido desplazadas recientemente por Kelt, que probablemente eran un pueblo celta, y habían expulsado a los getas hacia el otro lado del río. Alejandro Magno encontró en 335 a. C. a los getas al otro lado del Ister, con unos diez mil guerreros y cuatro mil caballeros. Alejandro cruzó el río de noche y por sorpresa, derrotó a los getas y conquistó su capital.

## Lisímaco de Tracia
En 292 a. C., Lisímaco de Tracia, en una guerra contra los getas, entró hasta el corazón del país, pero en las llanuras de Besarabia se le cortó la retirada y tuvo que rendirse. Lisímaco conservó la vida y la libertad por la generosidad del rey Dromíketes, que obtuvo un botín importante del saqueo del campamento griego y del rescate de los prisioneros (en los años 1545 y 1566 se encontraron depósitos de monedas en Thorda).

## Celtas
Durante la invasión de los galos (celtas), los getas estuvieron en guerra con ellos, pero fueron derrotados y miles de getas fueron vendidos como esclavos en Atenas (en esa época se documentan muchos esclavos con los nombres de Geta o Dacus o Davus). Después, parece que los getas desaparecen y surgen los dacios.

## Reinado de Berebistas

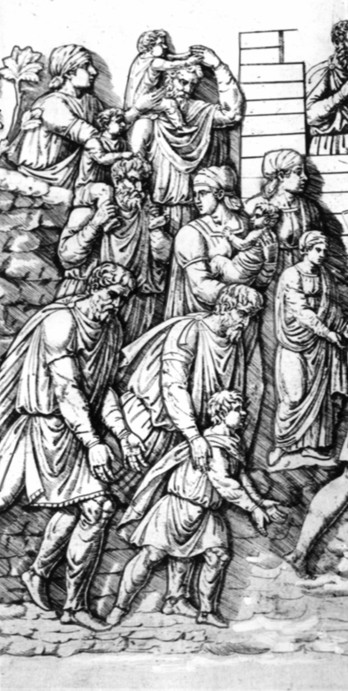
Imagen del pueblo bajo dacio, que recibía el nombre de "comati".

No está claro por qué pasaron de llamarse getas a llamarse dacios. Estrabón dice que eran dos pueblos diferentes y que los getas vivían a orillas del Euxino y los dacios en la parte occidental, en las fuentes del Ister. En el siglo I a. C., los romanos llamaban a la región Dacia y todo hace pensar que eran un solo pueblo en el que la tribu de los dacios había alcanzado la hegemonía y la de los getas la había perdido.
Sin embargo, el príncipe nativo Berebistas, contemporáneo de Julio César, es llamado rey de los getas. Este rey atravesó el Ister, atacó a los bois y tauriscios y los exterminó, y los getas causaron espanto a los romanos. En el año 10 a. C., Augusto envió a Léntulo contra ellos, que entonces estaban dirigidos por Cotis o Cotiso. Los romanos parece que avanzaron por el valle del Maros, pero la expedición no tuvo resultados.

## Getas, dacios y romanos
En este periodo, los dacios se enfrentaron a menudo con los romanos sin resultados decisivos para ninguna de las dos partes, hasta que los dacios, bajo el rey Decébalo, derrotaron el emperador Domiciano y le obligaron a negociar la paz en condiciones desfavorables, incluido el pago de un tributo anual a Dacia (véase Decébalo).
Los romanos prepararon la venganza, que llevó a cabo Trajano: el año 101 salió de Roma, pasó por Panonia, atravesó el Thissa y siguió el río Maros hasta Transilvania. La primera gran batalla con los dacios se libró cerca de Thorda, en un lugar que aún ahora se llama Prado de Trajano (Pratum Trajano). Decébalo pudo renegociar las condiciones de la paz en 104, pero se convirtió en tributario de Roma, y una guarnición romana se estableció en su capital, Sarmizegetusa, al mando de Longinus. Trajano tomó el título de «Dácico».

## Decébalo
Decébalo utilizó la paz para rearmarse. Atacó a los iazigas, que eran aliados de los romanos, recibió desertores romanos y, finalmente, arrestó a Longinus e hizo saber que no lo liberaría hasta la evacuación romana del país y la compensación por los gastos militares. Longinus se envenenó y el senado romano declaró la guerra a Decébalo.
Durante esta segunda guerra dacia (105), Trajano cruzó el Danubio por el lugar llamado Puertas de Hierro, donde hizo construir el célebre puente flotante (iniciado hacia 103), y dirigió una parte del ejército hacia Alud, mientras él mismo dirigía el resto por el valle del Orsova y marchaba directamente contra la capital de Decébalo, Sarmizegetusa, que los dacios no pudieron defender e incendiaron antes de huir a las montañas. Decébalo y otros nobles se suicidaron para no caer en poder de los romanos (según otras versiones, fue capturado, y otros aún afirman que escapó y finalmente fue atrapado y matado). Trajano entró en la capital en 106.

## Conquista romana

La Dacia romana.

Dacia se convirtió en provincia romana en el año 107 (llamada Dacia Trajana o simplemente Dacia), con unos límites definidos: al oeste, el río Tysia (Thissa), que separaba el país del de los iazigas metanastes, al norte, las montañas de los Cárpatos, al este, el Hierasus hasta la confluencia con el Ister, y al sur quedaba separada de Mesia por el Danubio.
El puente construido en las Puertas de Hierro aseguraba la comunicación con las tierras del sur, pero fue destruido por orden de Aureliano en 271 para prevenir las incursiones de los bárbaros en Tracia. También se construyeron calzadas, fundamentalmente tres, conectadas con la vía Trajana, que pasaba por el sur del Danubio. En 108 se fundó la nueva capital de la provincia romana, con el nombre de Ulpia Traiana Augusta Dacia Sarmizegetusa, cerca de la antigua capital de los dacios.

## Provincia romana

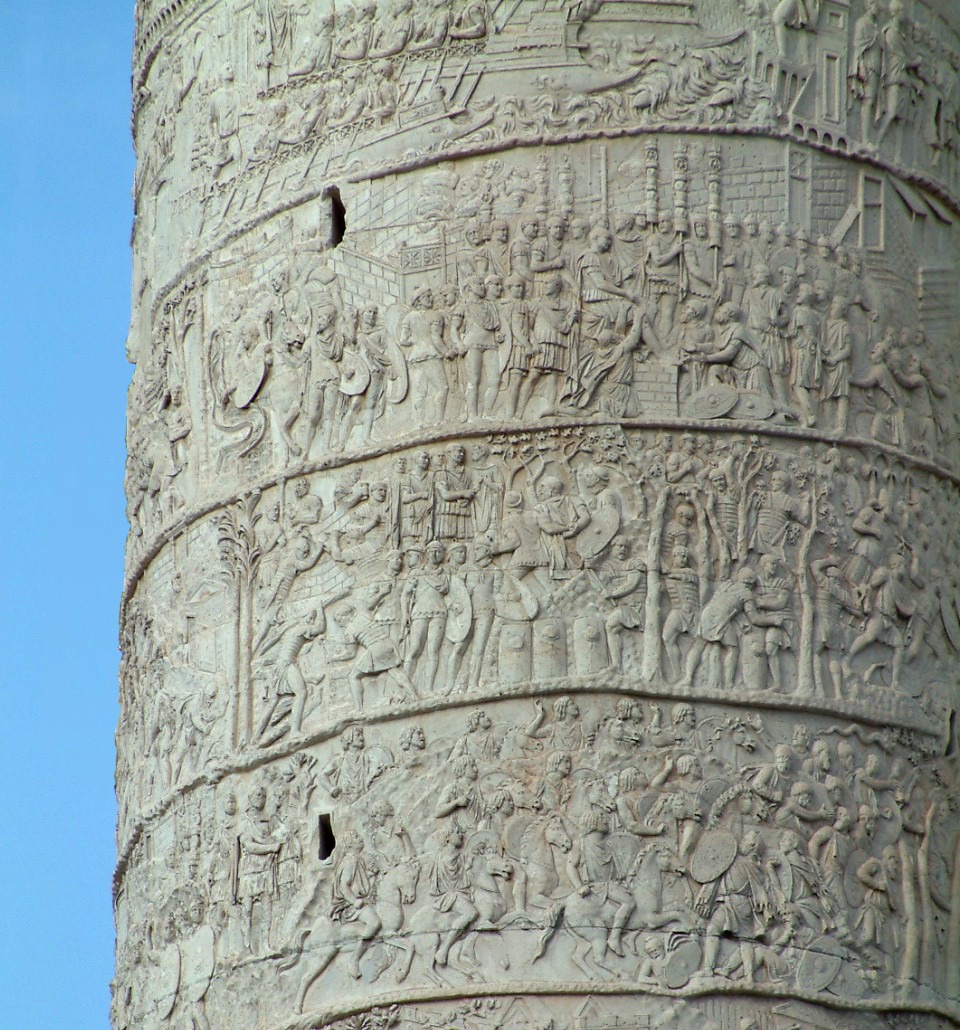
Relieves de la Columna de Trajano.

La provincia de Dacia fue poblada con romanos de muchas procedencias (la leyenda dice que Trajano hizo matar a todos los habitantes masculinos del país, pero se sabe que en muchas regiones aún vivían dacios durante la ocupación romana). La nueva provincia era consular y era administrada por legados. Dos legiones fueron estacionadas en el país.
El año 129 los romanos decidieron fraccionarla en dos partes, llamadas Dacia Inferior y Dacia Superior. Marco Aurelio (161-180) la dividió en tres provincias, llamadas Dacia Porolissensis (por la ciudad de Porolissum), Dacia Apulensis (por la ciudad de Apulum) y Dacia Malvensis (por la ciudad-desconocida-de Malva), respectivamente, con una capital y una asamblea comunes, pero cada una con su procurador, subordinado a un gobernador de rango consular (procónsul).
Entre 180 y 190 el gobernador Sabinianus consiguió la libertad de doce mil esclavos dacios de todo el Imperio romano y los restableció en tierras del país de donde habían salido sus abuelos o bisabuelos cien años antes.
Dacia permaneció en posesión de Roma hasta el reinado de Aureliano (270-275), que en 271 ordenó la retirada al otro lado del Danubio, dejando Dacia a los godos. Los colonos romanos fueron reinstalados al sur del río, entre la alta y la baja Mesia, en un distrito conocido como Dacia Aureliana, que luego se dividió en dos provincias: la Dacia Ripensis (a orillas del Danubio, con capital en Retiaria) y la Dacia Mediterránea (con capital en Serdica), las cuales, junto con tres provincias más, formaron la diócesis de la Dacia.
Las relaciones comerciales entre las dos riberas del río continuaron y la lengua latina siguió subsistiendo en el norte. Aunque la difusión del cristianismo favoreció los contactos y la continuidad cultural, bajo los godos la civilización romana y, en particular, la vida urbana, desaparecieron. Ulpia Traiana Sarmizegetusa, antes una ciudad romana con todos los elementos habituales (teatro, baños, foro), ya estaba deshabitada en 279.

## Dacia después de los romanos

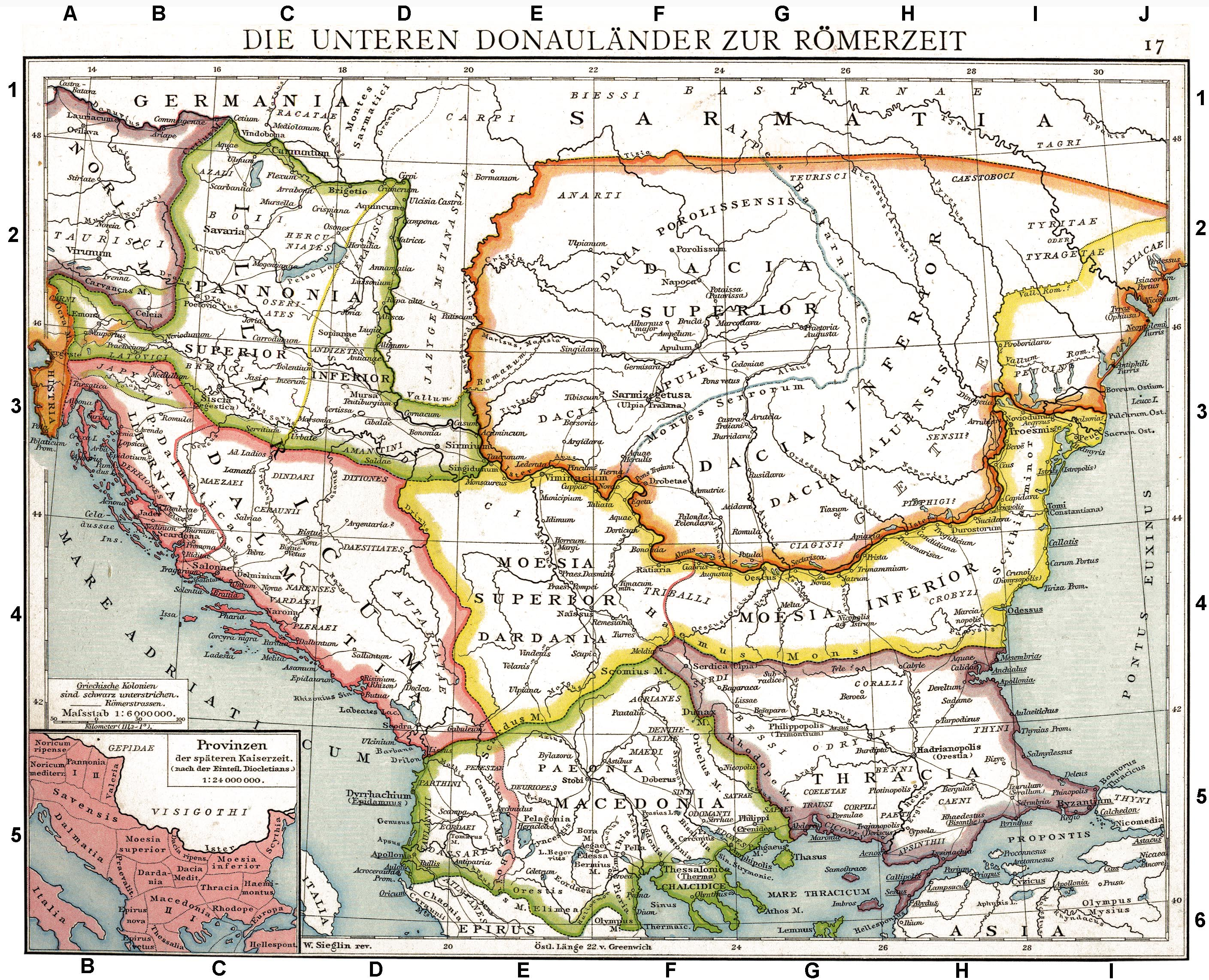
Mapa de Dacia y de la región de los Balcanes, 1886.

Victufals, taifalos y teruings son las tribus mencionadas por haber poseído la abandonada provincia romana de Dacia en 350. Las evidencias arqueológicas sugieren que los gépidos estaban disputando Transilvania con taifales y teruings. Los taifales, ya independientes de Gotia, se hicieron foederati de los romanos, de quienes obtenían el derecho para instalarse en Oltenia. 
En 376 la región fue conquistada por los hunos, que la conservaron hasta la muerte de Atila en 453. El pueblo de los gépidos, al mando de Ardarico, erigió allí su reino, que subsistió hasta que en 566 fue destruido por los lombardos. Estos abandonaron el país y llegaron los ávaros (segunda mitad del siglo VI), que dominaron la región durante unos 230 años, hasta que su reino fue conquistado por Carlomagno en 791.
Al mismo tiempo, empezaron a llegar eslavos, que se establecían pacíficamente. Eran considerados la clase baja y servil y se les permitía el asentamiento para favorecer la producción agrícola. Poco a poco se asentaron en todo el territorio y se fusionaron con otros grupos que habitaban la región, como los celtas, los getas o los mismos romanos.
Desaparecido el reino ávaro, su lugar fue ocupado por los magiares (húngaros), que en el siglo IX entraron en Dacia y sólo encontraron campesinos eslavo-latinos organizados en clanes y sin ningún poder central. Estos montañeses eran los valacos o vlakhs (ellos se denominaban rumunii), que constituían una mezcla de eslavos, celtas, getas, romanos y otros, y que habían estado viviendo en las montañas o en lugares alejados, aunque predominaban los eslavos. En el siglo X los valacos ya estaban sometidos a Hungría.
En 976 el príncipe búlgaro David fue asesinado por un valaco. Bulgaria cayó en poder de Bizancio en 1019 y los valacos pasaron a ser aliados de los bizantinos y sirvieron en su ejército, pero durante el siglo XI las incursiones de los Pechenegos o patzinak (finalmente establecidos en el noreste de Bulgaria) provocaron la emigración de muchos valacos y sobre todo de los dacorromanos del sur del Danubio. Las guerras con Hungría y las incursiones de los Uzes, una tribu turca, hacia el año 1100, favorecieron aún más esta migración.
Estos emigrantes se dividieron en diferentes grupos: unos se fueron hacia el oeste, donde originaron las comunidades arrumanos de Dalmacia (morlaco o Mavrovlakhs, que quiere decir valacos negros) e Istria (istrorrumanos), otros hacia el sur, donde dieron origen a los arrumanosque viven hoy en Grecia, Bulgaria, Macedonia y Albania, de donde salieron las ramas de los kutzovalacos (Grecia), los walaohians y los vlakhs (en Bulgaria), los chobanos o farseroti (en Albania) y los meglenorrumanos en Macedonia. En Serbia, los arrumanos originaron comunidades de cultura común conocidas hoy por los nombres de tsintaros (cincaros), timok vlakh, torlacos, empapadas o tribales. Los que emigraron al norte dieron origen a los dacorromanos (los rumanos actuales); los macedorromanos (arumanos de Rumanía) probablemente son de emigrantes posteriores.

## Lista de reyes de Dacia
| - Moskon? siglo IV a. C. - Dromiketes hacia 300 a. C. - Rubobostes siglo III a. C. - Orol? siglo III a. C. - Rhemaxos hacia 200 - DICOM? siglo II a. C. - Rholes? siglo II a. C. - Dapyx? siglo II a. C. | - Tymarcus hacia 100 a. C. - Guichthlac hacia 100-82 a. C. - Berebistas 82-44 a. C. - Comosicus 44-28 a. C. - No registrados 28 a. C. a 68 d. C. - Duras 68-87 - Decébalo el Valiente 87-106 a. C. - Anexión a Roma 106 a. C., provincia organizada 107 a. C. |

## Geografía de Dacia

### Ciudades de Dacia
Lista de ciudades y fortalezas de Dacia en la antigüedad:
| - Acidava - Acmonia - Ad Aquas - Ad Pannonios - Agnavae - Aluta - Amutria - Angustia - Apula - Arcidava - Arcinna - Arcobadara - Arutela - Azizis - Bersovia - Blandiana - Brucla - Burridava - Caput Bubali - Carsidava - Castra Nova - Castra Trajana - Cedonie - Centum Puteae - Cersie - Comidava | - Docidava - Drubetis - Gaganae - Germizera - Hydata (Hudata) - Langiana - Lizizis - Marcodava - Maros Vasarheli - Masclianae - Mehadia (Ad Mediam) - Napoca - Nentidava - Optatiana - Paloda - Parolissum - Patavissa - Patridava - Pelendova - Petrodava - Phrateria - Pinum - Pirum - Pons Aluti - Pons Vetus | - Praetoria Augusta - Praetorium - Rhamidava - Romula - Rucconium - Rusidava - Salinae - Sandava - Sarmizegetusa - Sornum - Stenarum - Thorda - Tiasum - Tierna - Tiriscum - Tiviscum (Temesvar) - Triphulum - Ulpianum - Utidava - Viminacium - Zeugma - Ziridava - Zurobara - Zusidava |

### Ríos de Dacia
De oeste a este, los ríos afluentes del Danubio que irradian Dacia, tenían los siguientes nombres en la antigüedad:
- Tisianus o Tysia, con sus afluentes Gerasus o Grissia y Marisus
- Tibiscus
- Gifil
- Alutas
- Hierasus (probablemente, el río nombrado por Heródoto con los nombres de Poras o Poretos)